# DeLand Southwest
DeLand Southwest ist  ein census-designated place (CDP) im Volusia County im US-Bundesstaat Florida. Das U.S. Census Bureau hat bei der Volkszählung 2020 eine Einwohnerzahl von 1.056 ermittelt.

## Geographie
DeLand Southwest grenzt im Nordosten direkt an die Stadt DeLand und liegt etwa 40 km nördlich von Orlando. Der CDP wird von den U.S. Highways 17 und 92 (SR 15 und 600) sowie von der Florida State Road 15A tangiert.

## Demographische Daten
Laut der Volkszählung 2010 verteilten sich die damaligen 1052 Einwohner auf 473 Haushalte. Die Bevölkerungsdichte lag bei 657,5 Einw./km². 20,2 % der Bevölkerung bezeichneten sich als Weiße, 69,6 % als Afroamerikaner, 1,0 % als Indianer und 0,3 % als Asian Americans. 5,8 % gaben die Angehörigkeit zu einer anderen Ethnie und 3,1 % zu mehreren Ethnien an. 14,2 % der Bevölkerung bestand aus Hispanics oder Latinos.
Im Jahr 2010 lebten in 38,1 % aller Haushalte Kinder unter 18 Jahren sowie 28,3 % aller Haushalte Personen mit mindestens 65 Jahren. 68,7 % der Haushalte waren Familienhaushalte (bestehend aus verheirateten Paaren mit oder ohne Nachkommen bzw. einem Elternteil mit Nachkomme). Die durchschnittliche Größe eines Haushalts lag bei 2,87 Personen und die durchschnittliche Familiengröße bei 3,38 Personen.
31,3 % der Bevölkerung waren jünger als 20 Jahre, 26,0 % waren 20 bis 39 Jahre alt, 25,2 % waren 40 bis 59 Jahre alt und 17,5 % waren mindestens 60 Jahre alt. Das mittlere Alter betrug 33 Jahre. 48,2 % der Bevölkerung waren männlich und 51,8 % weiblich.
Das durchschnittliche Jahreseinkommen lag bei 27.240 $, dabei lebten 34,5 % der Bevölkerung unter der Armutsgrenze.
Im Jahr 2000 war Englisch die Muttersprache von 93,81 % der Bevölkerung und spanisch sprachen 6,19 %.